# Anaprof Apertura 2003
La ANAPROF Apertura  2003 fue la temporada del torneo de la Asociación Nacional Pro Fútbol, donde se coronó campeón  fue el  Tauro Fútbol Club.

## Cambios del Apertura 2003
- No hubo descenso.
- La ANAPROF amplia el número de equipos de 8 a 10, a partir de la temporada 2004.
- Primavera FC cambia su nombre a Atlético Veragüense.

## Equipos del Apertura 2003
| Equipo              | Ciudad           | Estadio                             |
| ------------------- | ---------------- | ----------------------------------- |
| Alianza FC          | Ciudad de Panamá | Estadio Camping Resort              |
| Atlético Veragüense | Santiago         | Estadio Omar Torrijos               |
| CD Árabe Unido      | Colón            | Estadio Armando Dely Valdés         |
| CD Plaza Amador     | Ciudad de Panamá | Estadio Municipal de Balboa         |
| Chorrillo FC        | Ciudad de Panamá | Estadio Municipal de Balboa         |
| San Francisco FC    | La Chorrera      | Estadio Agustín Muquita Sánchez     |
| Sporting Coclé      | Coclé            | Estadio Municipal de Ciruelito      |
| Tauro FC            | Ciudad de Panamá | Campo de Deportes Giancarlo Gronchi |

## Estadísticas del Apertura 2003
| Lugar | Equipo              | Juegos | Ganados | Empates | Perdidos | Goles A favor | Goles en contra | +/- | Puntos |
| ----- | ------------------- | ------ | ------- | ------- | -------- | ------------- | --------------- | --- | ------ |
| 1.    | CD Árabe Unido      | 14     | 7       | 6       | 1        | 20            | 10              | +10 | 27     |
| 2.    | CD Plaza Amador     | 14     | 7       | 5       | 2        | 24            | 12              | +12 | 26     |
| 3.    | Chorrillo FC        | 14     | 4       | 8       | 2        | 20            | 16              | +4  | 20     |
| 4.    | Tauro FC            | 14     | 5       | 5       | 4        | 17            | 16              | +1  | 20     |
| 5.    | San Francisco FC    | 14     | 4       | 6       | 4        | 15            | 14              | +1  | 18     |
| 6.    | Alianza FC          | 14     | 4       | 3       | 7        | 18            | 20              | -2  | 15     |
| 7.    | Atlético Veragüense | 14     | 2       | 8       | 4        | 19            | 25              | -6  | 14     |
| 8.    | Sporting Coclé      | 14     | 1       | 3       | 10       | 10            | 30              | –20 | 6      |

- (Los equipos en verde señalan los clasificados a semifinales.)

### Ronda Final
| Equipo          | Juegos | Ganados | Empates | Perdidos | Goles A favor | Goles en contra | +/- | Puntos |
| --------------- | ------ | ------- | ------- | -------- | ------------- | --------------- | --- | ------ |
| CD Árabe Unido  | 6      | 3       | 3       | 0        | 10            | 4               | +6  | 12     |
| Tauro FC        | 6      | 3       | 1       | 2        | 7             | 5               | +2  | 10     |
| Chorrillo FC    | 6      | 1       | 3       | 2        | 5             | 7               | -2  | 6      |
| CD Plaza Amador | 6      | 0       | 3       | 3        | 2             | 8               | -6  | 3      |

- (Los equipos en verde señalan los clasificados la Final.)

### 1.ª Final
| 15 de junio de 2003 | Tauro FC                         | 2-2 | CD Árabe Unido                 | Estadio Rommel Fernández, |  |
|                     | Héctor Nazarith Ricardo Phillips |     | Nicolas Muñoz José Luis Garcés |                           |  |

### 2.ª Final
| 22 de junio de 2003 | CD Árabe Unido | 1-4 | Tauro FC                                       | Estadio Armando Dely Valdés, |  |
|                     | Nicolas Muñoz  |     | Luis Tejada (2) Mario Mendez Alfredo Hernández |                              |  |

| Campeón Apertura 2003: |
| ---------------------- |
| Tauro FC 6.º Título    |